# Acucha de Cajoncitos
Acucha de Cajoncitos är en ort i Mexiko.   Den ligger i kommunen Tuzantla och delstaten Michoacán de Ocampo, i den södra delen av landet, 160 km väster om huvudstaden Mexico City. Acucha de Cajoncitos ligger 523 meter över havet och antalet invånare är 141.
Terrängen runt Acucha de Cajoncitos är kuperad åt sydväst, men åt nordost är den platt. Runt Acucha de Cajoncitos är det glesbefolkat, med 14 invånare per kvadratkilometer. Närmaste större samhälle är Tuzantla, 12,2 km nordost om Acucha de Cajoncitos. I omgivningarna runt Acucha de Cajoncitos växer huvudsakligen savannskog.